# Black Earth (Town)
Die Town of Black Earth ist eine von 34 Towns im Dane County im US-amerikanischen Bundesstaat Wisconsin. Im Jahr 2010 hatte die Town of Black Earth 483 Einwohner.
Town hat in Wisconsin eine grundlegend andere Bedeutung als im übrigen englischsprachigen Bereich. Vielmehr entspricht sie den in den anderen US-Bundesstaaten üblichen Townships, die nach dem County die nächstkleinere Verwaltungseinheit bilden.
Das Gebiet der Town of Black Earth ist Bestandteil der Metropolregion Madison.

## Geografie
Die Town of Black Earth liegt im Süden Wisconsins, im nordwestlichen Vorortbereich der Hauptstadt Madison. Der am Mississippi gelegene Schnittpunkt der drei Bundesstaaten Wisconsin, Iowa und Minnesota liegt rund 150 km westnordwestlich; nach Illinois sind es rund 75 km in südlicher Richtung.
Die Koordinaten des geografischen Zentrums der Town of Black Earth sind 43°07′46″ nördlicher Breite und 89°46′44″ westlicher Länge. Sie erstreckt sich über eine Fläche von 44,8 km². Im Osten der Town of Black Earth liegt die selbstständige Gemeinde Black Earth. Diese wird vollständig von der Town umschlossen, ohne dieser anzugehören.
Die Town of Black Earth liegt im Nordwesten des Dane County und grenzt an folgende Nachbartowns und selbständige Gemeinden:
|                             | Town of Mazomanie Village of Mazomanie      |                      |
| Town of Arena (Iowa County) | Kompassrose, die auf Nachbargemeinden zeigt | Town of Berry        |
|                             | Town of Vermont                             | Town of Cross Plains |

## Verkehr
Der U.S. Highway 14 führt in nordwest-südöstlicher Richtung durch die Town of Black Earth. Teilweise deckungsgleich verläuft der Wisconsin State Highway 78. Daneben führt noch der County Highways F durch das Gebiet der Town. Alle weiteren Straßen sind untergeordnete Landstraßen oder teils unbefestigte Fahrwege.
Parallel zum US 14 verläuft durch den Südwesten der Town of Black Earth eine Eisenbahnstrecke der Wisconsin and Southern Railroad, einer regionalen (Class II) Frachtverkehrsgesellschaft.
Der nächste Flughafen ist der Dane County Regional Airport in Madison (rund 35 km östlich).

## Bevölkerung
Nach der Volkszählung im Jahr 2010 lebten in der Town of Black Earth 483 Menschen in 189 Haushalten. Die Bevölkerungsdichte betrug 10,8 Einwohner pro Quadratkilometer. In den 189 Haushalten lebten statistisch je 2,56 Personen.
Ethnisch betrachtet bestand die Bevölkerung mit fünf Ausnahmen nur aus Weißen. Unabhängig von der ethnischen Zugehörigkeit waren 1,7 Prozent der Bevölkerung spanischer oder lateinamerikanischer Abstammung.
22,6 Prozent der Bevölkerung waren unter 18 Jahre alt, 61,3 Prozent waren zwischen 18 und 64 und 16,1 Prozent waren 65 Jahre oder älter. 47,8 Prozent der Bevölkerung war weiblich.
Das mittlere jährliche Einkommen eines Haushalts lag bei 80.417 USD. Das Pro-Kopf-Einkommen betrug 38.789 USD. 2,0 Prozent der Einwohner lebten unterhalb der Armutsgrenze.

## Ortschaften in der Town of Black Earth
Neben Streubesiedlung existieren in der Town of Black Earth keine weiteren Siedlungen.